# Roland Freeman
Roland L. Freeman (27. července 1936 – 7. srpna 2023) byl americký fotograf a oceňovaný dokumentátor jižanské lidové kultury a afroamerických quilterů. Byl prezidentem The Group for Cultural Documentation se sídlem ve Washingtonu, D.C.

## Životopis
Roland Freeman se narodil v Baltimoru v Marylandu. V mládí se inspiroval objevem fotografií Gordona Parkse a Roye DeCaravy z dob deprese, která se zaměřovala na zvyšování společenského vědomí, stejně jako na práci fotografů Farm Security Administration. Tato setkání ovlivnila jeho budoucí celoživotní dílo. Když bylo Freemanovi 14 let, setkal se s autorkou a folkloristkou Zorou Neale Hurstonovou, která měla také velký vliv na jeho další kariéru.
Freeman sloužil v americkém letectvu v letech 1954 až 1958. Začal fotografovat v oblasti Washingtonu, DC v roce 1963, inspirován Pochodem na Washington. 
V roce 1968 se nejen zúčastnil, ale také zdokumentoval kampaň pro chudé lidi a cestu vlakem Mule Train.
Pracoval jako stringer pro Time a Magnum Photos, včetně pokrytí jako fotograf Bílého domu. V roce 1997 byl Freeman jmenován hostujícím profesorem jižních studií Eudory Welty na Millsaps College v Jacksonu, Mississippi.

## Dokumentární fotografie
V roce 1970 spoluřídil Mississippi FolkLife Project pro Centrum pro lidový život a kulturní dědictví Smithsonova institutu. V roce 1972 se zde stal vědeckým spolupracovníkem.
V této funkci Freeman fotografoval zaměstnance Bílého domu, včetně Mrs. Lillian Rogers Parksové, která tam pracovala 30 let. Několik Freemanových fotografií Afroameričanů v Bílém domě bylo zahrnuto na oficiálních webových stránkách Bílého domu a na výstavě Smithsonova institutu.

### While There is Still Time
Freeman léta pracoval na projektu „While There is Still Time“ („Zatímco je stále čas“), který se zabýval černošskou kulturou v celé africké diaspoře. Používal fotografickou kameru jako nástroj k výzkumu, dokumentaci a interpretaci kontinuity tradičních afroamerických lidových zvyklostí. Tuto práci obvykle prováděl v úzké spolupráci s folkloristy, historiky, sociology a komunitními aktivisty, často metodologicky inovativními způsoby, které byly nedílnou součástí jeho příspěvků k práci fotografů jeho generace.

## Vliv na americkou historii quiltů
Freeman strávil více než 20 let fotografováním afroamerických quilterů a cechů. Sbíral biografické informace o životě quilterů a jejich motivaci k výrobě quiltů (přikrývek, prošívaných dek). Dokumentoval také sběratele afroamerických quiltů.
Communion of the Spirits byla přelomová kniha o historii amerických quiltů, protože nikdo jiný před Freemanem neprovedl národní průzkum černých quilterů. Kniha pokryla 38 států a District of Columbia. Quilt cechy zdokumentované v A Communion of the Spirits zahrnují: The African American Quilters of Baltimore, Freedom Quilting Bee of Alberta, Alabama, African American Quilters of Los Angeles, a další. Mezi sběratelky přikrývek patřily Nikki Giovanni, Maya Angelou a Beverly Guy-Sheftall.
Expozice fotografií Freemanových quilterů je ve stálé sbírce Smith Robertson Museum v Jacksonu, Mississippi.
V roce 2008 uspořádal výstavu quilterů v Historical Society of Washington, DC na oslavu inaugurace prezidenta Obamy. Výstava měla trvat od 11. do 31. ledna 2009, ale byla prodloužena do července 2009.

## Smrt
Freeman zemřel 7. srpna 2023 ve svém domě ve Washingtonu DC, bylo mu 87 let.

## Publikovaná díla

### Knihy
- Folkroots: Images of Mississippi Black Folklife, 1974–1976 (1977)[12]
- Roland L. Freeman, a Baltimore Portfolio, 1968–1979 (1979)[13]
- Southern Roads/City Pavements: Photographs of Black Americans (1981)[14]
- The Arabbers of Baltimore (1989)[15]
- Margaret Walker's 'For My People': A Tribute (1992)[16]
- A Communion of the Spirits: African-American Quilters, Preservers, and Their Stories (1996)[17]
- The Mule Train: A Journey of Hope Remembered (1998)[18]
- A Tribute to Worth Long (2006)[19]

### Výstavní katalogy
- City Pavements, Country Roads (1978, Antioch University)[20]
- Something to Keep You Warm (1981, Mississippi State Historical Museum)[21]
- More Than Just Something to Keep You Warm (1988, Bergen Museum of Art & Science)[22]
- Stand By Me: African American Expressive Culture in Philadelphia, (1989, Smithsonian Institution, Office of Folklife Programs)[23]
- Some Thing of Value: Images of African and African-American Folklife (1992, APEX Museum)[24]
- Journey of the Spirit: the Art of Gwendolyn A. Magee (2004, Mississippi Museum of Art)[25]

### Příspěvky
- Piney Woods School: an Oral History (1982)[26]
- Inside Out: Photographs from Lorton (1986)[27]
- Drawing Our Worlds Together (1998)[28]
- Fire In My Bones (2000)[29]

## Ceny a ocenění
- V roce 1970 se Freeman stal prvním fotografem, kterému National Endowment for the Humanities udělila Young Humanist Fellowship. [4]
- Získal dvě stipendia Masters of Photography Visual Arts od National Endowment for the Arts, jedno v roce 1982 a druhé v roce 1991.
- Na Národním festivalu černého umění v roce 1994 obdržel cenu Living Legend Award za mimořádný počin ve fotografii [4]
- V roce 1997 získal čestný doktorát v oboru humánních dopisů na Millsaps College.
- V roce 2001 si kniha Fire In My Bones, do které Freeman přispěl fotografiemi, vysloužila Chicago Folklore Prize, výroční cenu, která představuje nejvýraznější knihu ve folklóru. [30]
- V roce 2007 získal stipendium National Heritage Fellowship udělené NEA, což je nejvyšší vyznamenání vlády Spojených států v oblasti lidového a tradičního umění. [31]

## Sbírky
Sbírku Rolanda L. Freemana získala v roce 2023 Wilsonova speciální knihovna sbírek na Severokarolínské univerzitě v Chapel Hill. Sbírka, dar od Kohler Foundation, je součástí Southern Folklife Collection a skládá se z Freemanových papírů, téměř 24 000 diapozitivů, 10 000 fotografických tisků, 400 000 negativů a 9 000 kontaktních listů.
Také v roce 2023 získalo Mississippi Museum of Art v Jacksonu ve státě Mississippi 131 přikrývek shromážděných Rolandem Freemanem, které ilustrují výrobu quiltů (přikrývek) afroamerickými ženami, mnoha z jihoamerických komunit, z Libérie a Jižní Afriky. Kolekce přikrývek byla darem od Kohlerovy nadace.
V roce 1991 získalo Smithsonian American Art Museum deset černobílých tisků od Rolanda L. Freemana jako dar od George H. Dalsheimera.
Projekt Afroamerické expresivní kultury ve Filadelfii od Rolanda Freemana je umístěn v Library of Congress Prints & Photographs Division a obsahuje 737 zvětšených kontaktních listů plných obrázků každodenního života Afroameričanů ve Philadelphii v Pensylvánii na konci 80. let.